# 阿部嘉七

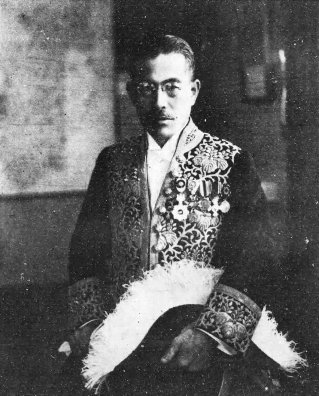
阿部嘉七

阿部 嘉七（あべ かしち、1885年（明治18年）3月16日 - 1952年（昭和27年）6月7日）は、日本の内務・警察官僚。民政党系官選県知事、門司市長。

## 経歴
熊本県熊本区小幡町で、阿部嘉平の三男として生まれる。1910年3月、神戸高等商業学校を卒業。1912年7月、東京高等商業学校（現一橋大学）専攻部を卒業。同年11月、文官高等試験行政科試験に合格。同年12月、逓信省に入省し郵便貯金局書記となる。
1913年2月、内務省に転じ石川県属に就任。1915年12月、台湾総督府に転じ、同府事務官・民政部殖産局庶務課長に就任し、さらに財務局会計課長を務めた。1921年7月、内務省に復帰し山形県理事官・内政部地方課長に就任。以後、高知県警察部長、岡山県警察部長、兵庫県書記官・警察部長などを歴任。田中義一の陸軍機密費横領問題の情報を入手。そのため田中義一内閣により1927年5月に休職を命ぜられ、同年9月、依願免本官となる。1929年7月、警視庁書記官・刑事部長として復帰。前鉄道大臣・小川平吉の五私鉄疑獄事件、また売勲事件を摘発した。
1930年7月22日、安達謙蔵内務大臣、松村義一の推薦で大分県知事に就任。犬養内閣により1931年12月18日に休職となる。1932年1月29日、依願免本官。同年6月28日、齋藤内閣の政友会所属である鳩山一郎文部大臣、三土忠造鉄道大臣の反対を受けながらも茨城県知事として復帰。農村振興に尽力し、新興農場の設置、肥料や製めん機の貸与、農村更生運動などを進めた。左右両翼の社会運動に対しては、警察官の増員と、思想問題研究会や国民精神文化研究所を設置して啓蒙活動を行うことで対処した。1935年1月15日、静岡県知事に転任。財政赤字の削減のため、財政整理を断行。1936年4月22日、依願免本官となり退官した。
1937年12月24日、門司市長に就任。戦中・戦後の困難な時期に市長を三期務め、1946年11月8日に退任した。その後、公職追放となった。